# Merops leschenaulti
El abejaruco cabecirrufo (Merops leschenaulti) es una especie de ave coraciforme de la familia Meropidae que vive en el sur de Asia. Su nombre científico conmemora al botánico francés Jean-Baptiste Leschenault de la Tour.

## Descripción

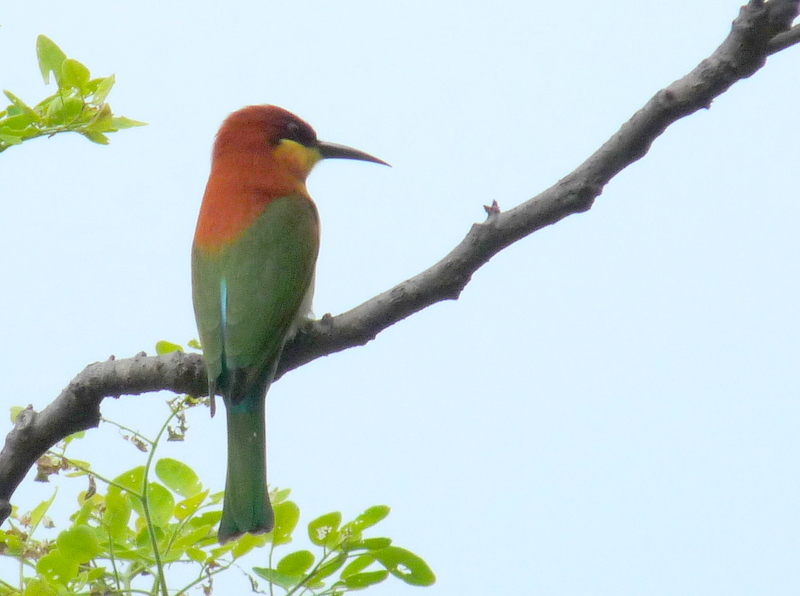
Ejemplar en Tamil Nadu, India.

El abejaruco cabecirrufo mide entre 18–20 cm de largo. Es un ave esbelta y colorida como el resto de abejarucos pero carece de las dos plumas alargadas en el centro de la cola que tienen la mayoría de sus congéneres. Toda la parte superior de su cabeza, posterior del cuello y manto es de color castaño rojizo. Sus alas y cola son predominantemente verdes y su obispillo es de color azul brillante. La parte inferior de su cabeza es amarilla y presenta una lista negra que separa las dos zonas de color de la cabeza. Enmarcando la garganta presenta otra lista, castaña en la parte superior y negra la inferior. El resto de su pecho es verde amarillento y su vientre es verde azulado claro. Su pico es negro y ligeramente curvado hacia abajo y sus patas son negruzcas 
La subespecie de Java, M. l. quinticolor, tiene la banda en la parte inferior de la garganta totalmente negra y la cola azul. 
La subespecie M. l. andamanensis que se encuentre en las islas Andamán es ligeramente más grande que la subespecie de la India.

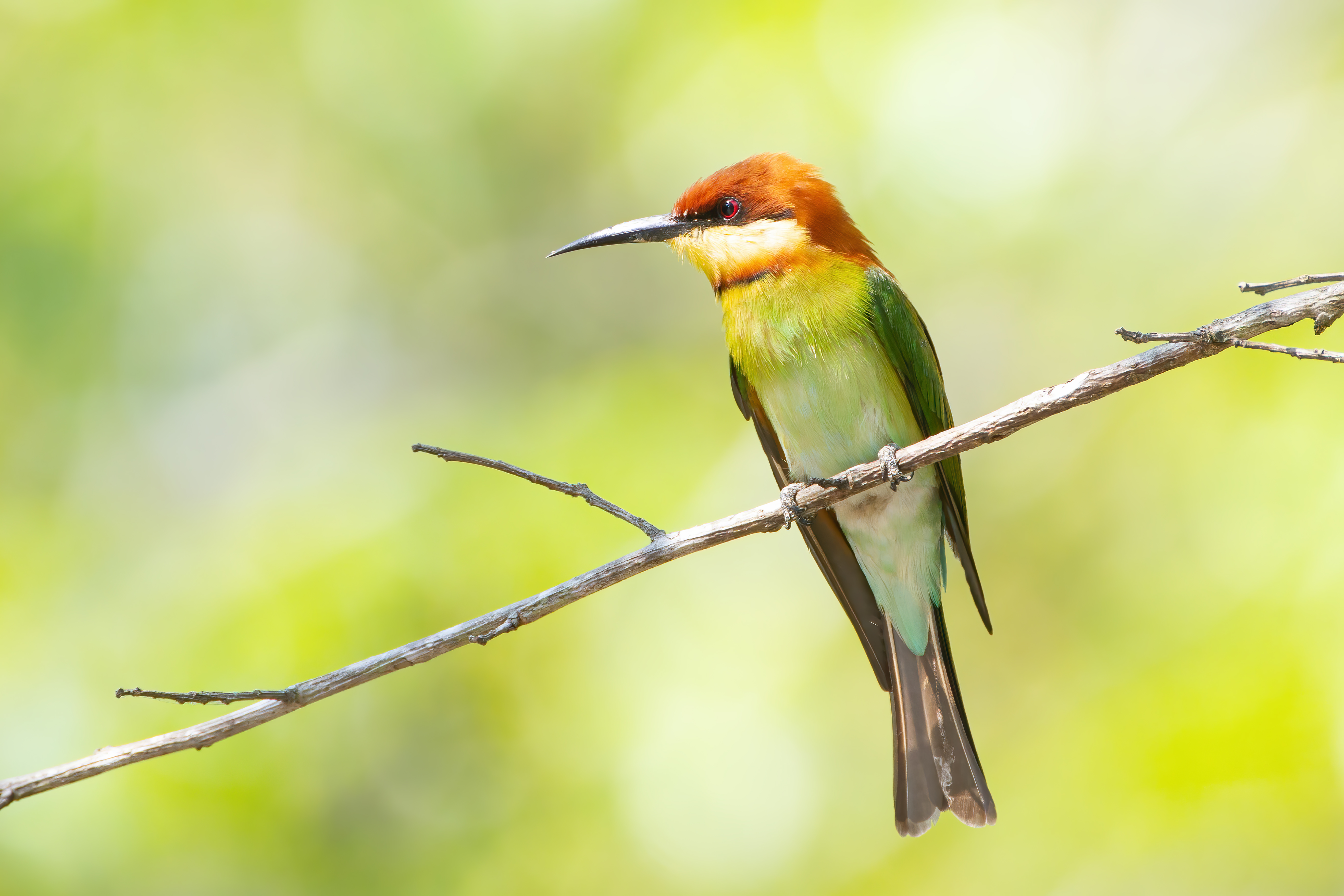
Abejaruco cabecirrufo en Tailandia.

## Distribución y hábitat
Se extiende desde la India y Sri Lanca por la mayor parte del sudeste asiático, llegando hasta el sur de Sumatra, Java y Bali. Cría principalmente en los bosques subtropicales abiertos, preferentemente cerca del agua. Es más común en zonas montañosas. 

## Comportamiento
Se alimenta de insectos, principalmente abejas, avispas y avispones que captura atrapándolos al vuelo tras esperar al acecho en un posadero.  
Es una especie gregaria, que anida colonialmente en los taludes arenosos. Escava profundos túneles en los cortados verticales donde suelen poner de 5 a 6 huevos blandos y esféricos. Tanto el macho como la hembra se encargan de la incubación como de la alimentación de los polluelos. 
Los abejarucos cabecirrufos también descansan por la noche comunalmente. Sus cantos y llamadas son similares a los del abejaruco europeo.